# Hai-Alarm am Müggelsee
Hai-Alarm am Müggelsee ist eine deutsche Komödie von Leander Haußmann und Sven Regener aus dem Jahr 2013. Der Film spielt in Friedrichshagen, einem Ortsteil des Berliner Bezirks Treptow-Köpenick, und handelt von der vermeintlichen Existenz eines Hais im Müggelsee.

## Handlung
Bei der morgendlichen Kontrolle der Wassertemperatur wird dem Bademeister des Strandbades Friedrichshagen auf mysteriöse Weise die rechte Hand abgebissen. Die Bisswunden deuten auf die Existenz eines Haies im Müggelsee hin. Zur gleichen Zeit kehrt der Haijäger Snake Müller auf seinem Hausboot aus Hawaii in seine Heimat Friedrichshagen zurück. Schnell wird ihm klar, dass sich wirklich ein gefährlicher Hai im Müggelsee befindet.
Der Bürgermeister berät mit seinen Experten über den Ernst der Lage und spielt die Gefahr zunächst herunter. Die Unruhe in der Bevölkerung wird jedoch immer größer. Auf Anraten der Stadtmarketingbeauftragten Vera Baum wird schließlich ein Hai-Alarm ausgelöst. Der Müggelsee wird für die Allgemeinheit gesperrt, zur Ablenkung der Friedrichshagener wird das jährliche Bölschefest, ein traditionsreiches und beliebtes Straßenfest, einfach auf unbestimmte Zeit verlängert. Die Einwohner sind den Hai-Alarm jedoch nach kurzer Zeit satt und fordern in lautstarken Demonstrationen dessen Ende.
Zuletzt soll der Hai durch Einleiten großer Mengen Bier aus der Brauerei Berliner Bürgerbräu aus dem Müggelsee vertrieben werden. Nach dem Einleiten in den See führen Snake Müller und seine Ex-Frau mithilfe seines Bootes den Hai vom Müggelsee weg.

## Hintergrund
Der Film entstand im Sommer 2012 in Berlin-Friedrichshagen. Es ist der zweite gemeinsame Film von Leander Haußmann und Sven Regener nach Herr Lehmann. Der Titel wurde als Anspielung auf den RTL-Film Hai-Alarm auf Mallorca gedeutet. Für die Low-Budget-Komödie konnten zahlreiche prominente Schauspieler verpflichtet werden, die – zum größten Teil – ohne Gage mitwirkten. In den Nebenrollen sind Frank Castorf, Jürgen Flimm, sowie in Mehrfachbesetzung Leander Haußmann und Sven Regener zu sehen. Des Weiteren spielen des Öfteren Familienangehörige der Darsteller in Kurzauftritten mit.
Viele Anspielungen beinhalten ein hohes Maß an Lokalkolorit und sind für Außenstehende nicht leicht  zu verstehen. Zwar gehört Friedrichshagen als Ortsteil zum Bezirk Treptow-Köpenick, doch weder empfindet man sich dem Bezirk noch der Stadt Berlin verbunden, eine Tatsache, die mehrfach von den Hauptakteuren zum Ausdruck gebracht wird.
Nahezu im gesamten Film verwenden fast alle Darsteller einen starken Berliner Dialekt. 
Die Uraufführung des Films fand am 14. März 2013 in der Kulturbrauerei in Berlin-Prenzlauer Berg statt.
Vorab veröffentlichten die beiden Autoren am 21. Februar 2013 eine gemeinsame Lesung des Drehbuchs als Hörbuch auf Roof Music.

## Kritiken
Der Film erhielt sehr durchwachsene Kritiken:

„Existiert ein Hai im Müggelsee? Leander Haußmanns Komödie bietet Trash, Sexappeal und Nonsense-Gags. Über die Botschaft kann der Zuschauer rätseln, muss er aber nicht. Nicht alle Gags zünden. Aber dann gibt es immer wieder grandiosen Trash und irrwitzig Versponnenes. Das Schönste sind die Reminiszenzen an Stummfilm-Slapstick, wenn Haußmann/Regener die Menschenansammlungen am See zur raffinierten Grotesk-Choreografie arrangieren.“

„Sven Regener und Leander Haußmann legen mit der Low-Budget-Komödie ‚Hai-Alarm am Müggelsee‘ eine Satire über Marketing und Wutbürger vor. Die Genreregeln sind den Machern egal, ihre Egos nicht. Zum Glück ist das stellenweise sehr lustig. Die Macher scheren sich also nicht um Allgemeinverständlichkeit. Grandiose Momente gelingen ihnen aber doch.“

„‚Hai-Alarm am Müggelsee‘ von Leander Haußmann und Sven Regener ist eher eine unrunde Aneinanderreihung von Gags. Hübsche Ideen stecken in diesem Projekt, von Sprachkritik  über Systemsatire bis zur Anspielung auf Wutbürger im Westen. So ganz rund wird die Sache nie.“

„Bemühte Persiflage auf das Katastrophenfilm-Genre, die eine Reihe absurder Begebenheiten aneinander reiht und dafür ein großes, illuster besetztes Ensemble skurriler Figuren versammelt, aber nicht viel mehr als eine bemühte Klamotte zusammenbringt.“